# Ла-Вега (Каука)
Ла-Вега (исп. La Vega) — город и муниципалитет на юго-западе Колумбии, на территории департамента Каука. Входит в состав Южной провинции.

## История
Поселение, из которого позднее вырос город, было основано 9 сентября 1777 года. Муниципалитет Ла-Вега был выделен в отдельную административную единицу в 1874 году.

## Географическое положение

Муниципалитет Ла-Вега

Город расположен в юго-восточной части департамента, в горной местности Центральной Кордильеры, на расстоянии приблизительно 50 километров к юго-западу от города Попаян, административного центра департамента. Абсолютная высота — 2543 метра над уровнем моря.
Муниципалитет Ла-Вега граничит на северо-востоке с территорией муниципалитета Сотара, на севере — с муниципалитетом Ла-Сьерра, на западе — с муниципалитетом Сукре, на юго-западе — с муниципалитетом Боливар, на юге — с муниципалитетами Сан-Себастьян и Альмагер, на востоке — с территорией департамента Уила. Площадь муниципалитета составляет 494 км².

## Население
По данным Национального административного департамента статистики Колумбии, совокупная численность населения города и муниципалитета в 2015 году составляла 45 563 человека.
Динамика численности населения муниципалитета по годам:
| 2005   | 2006   | 2007   | 2008   | 2009   | 2010   | 2011   | 2012   | 2013   | 2014   | 2015   |
| ------ | ------ | ------ | ------ | ------ | ------ | ------ | ------ | ------ | ------ | ------ |
| 38 435 | 39 308 | 40 146 | 40 948 | 41 714 | 42 444 | 43 139 | 43 799 | 44 423 | 45 011 | 45 563 |

Согласно данным переписи 2005 года мужчины составляли 51,1 % от населения Ла-Веги, женщины — соответственно 48,9 %. В расовом отношении белые и метисы составляли 72,4 % от населения города; индейцы — 27,5 %; негры, мулаты и райсальцы — 0,1 %.
Уровень грамотности среди всего населения составлял 83,8 %.

## Экономика
60 % от общего числа городских и муниципальных предприятий составляют предприятия торговой сферы, 28,3 % — предприятия сферы обслуживания, 3,4 % — промышленные предприятия, 8,3 % — предприятия иных отраслей экономики.